# K-mix SHIZUOKA HITS ON PARADE
K-mix SHIZUOKA HITS ON PARADE（ケイミックス・シズオカ・ヒッツ・オン・パレード）は、静岡エフエム放送（K-mix）で放送されているランキング形式の音楽番組（カウントダウン番組）である。

## 番組概要
前身の『SHIZUOKA TOP40』シリーズを引き継いで始まったカウントダウン番組。前身では当時放送の『K-mix Rainbow Fly-Day DX』内に内包されていたが、再び分離させている。
- K-mix独自の音楽チャート上位40曲をカウントダウン形式で紹介する。
- 洋楽とJ-POPをミックスさせたランキングが特徴である。

ただし、前番組までとは違い、本社スタジオから生放送している（前番組は「ビュースタ」から公開生放送していた）。
2019年3月29日の放送を以て番組の終了が発表された。後番組は『K-mix MUSIC SPECTRUM』だが、こちらでは音楽チャートは扱っておらず、当番組の終了をもって『SHIZUOKA HOT30』時代から続いたK-mixの音楽ランキング番組シリーズは幕を降ろした。
チャートの特徴
- チャートは、県内CDショップ[1]のセールスデータ、県内のTSUTAYAのレンタルデータ、K-mixの生ワイド番組のオンエア回数・リクエスト回数、及び番組へのリクエスト数を、独自にポイント化してランキングする。
- アルバムのセールスもポイントに加算されるため、アルバムに収録されている曲がランクインすることも多い。
- アイドル系やK-POP、声優の曲がランクインすることは稀である。

## パーソナリティ
- 御代田悟

## 番組構成
- 11:30　オープニング、SHIZUOKA LUCKY 11

『SHIZUOKA LUCKY 11』は11時台に発表される「第11位」の楽曲名と、オープニングで紹介する、コンビニチェーンおススメ商品の名前を書くだけでエントリー完了となるコーナー
- 11:36　チャート20位～10位
- 12:00　K-MIX Traffic&Weather Information
- 12:04　K-MIX HEADLINE NEWS
- 12:10　チャート10位～6位
- 12:25　プレイリストにPlus One
- 12:38　チャート5位～4位＆「マメヒッツ」
- 12:55　イオンモール富士宮 Do mall RADIO!
- 13:00　K-MIX Traffic&Weather Information
- 13:04　K-MIX HEADLINE NEWS
- 13:08　チャート40位～20位
- 13:30　プラウド presents 教えて！今週のお買得車情報「サトールとレンジー」
- 13:35　HIPがHOPなランキング

テーマに合わせたランキングのTOP3をリスナーの選曲とメッセージで作る
- 13:40　チャートTOP3＆SHIZUOKA LUCKY 7!～上がってんの？下がってんの？～

『SHIZUOKA LUCKY 7!』はその週7位の曲が、前の週より順位が「上がってんのか」「下がってんのか」予想してもらう。